# Ellinghausen (Dortmund)
Ellinghausen (niederdeutsch: Ellinghusen) ist ein Stadtteil im Dortmunder Nordwesten und gehört zum Stadtbezirk Mengede.
Ellinghausen grenzt an die Ortsteile Schwieringhausen, Holthausen, Lindenhorst, Deusen, Nette und Groppenbruch.

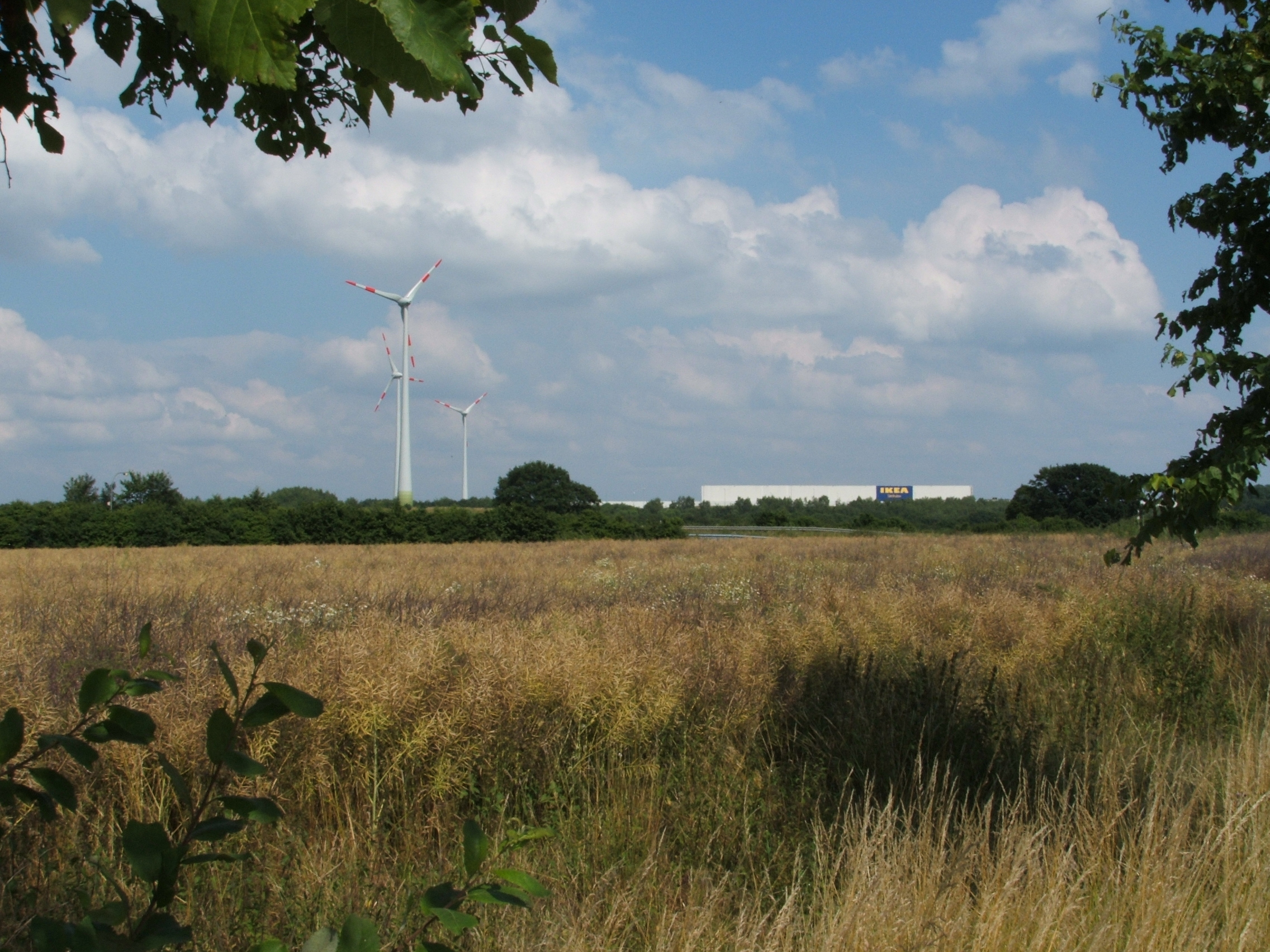
Ellinghausen

Ellinghausen war schon in der ehemaligen Grafschaft Dortmund eine der kleinsten Ansiedlungen. Dennoch reicht die Geschichte der an der Emscher liegenden Bauerschaft bis in die fränkische Zeit im 8. Jahrhundert zurück.
Der größte Teil Ellinghausens wurde im 20. Jahrhundert von den ehemaligen Steinkohlebergwerken Zeche Minister Stein und Zeche Fürst Hardenberg als Kohle- und Abraumhalde benutzt. In Ellinghausen leben rund 90 Menschen, die bis vor etwa 20 Jahren vor allem in der Landwirtschaft tätig waren. Mittlerweile gibt es aber keine Landwirte mehr in Ellinghausen. Dafür bestehen aber noch einige Bauernhöfe, deren Geschichte teilweise bis ins 12. Jahrhundert zurückreicht.
Am 1. April 1928 wurde Ellinghausen nach Dortmund eingemeindet. Am Ende des Zweiten Weltkrieges war Ellinghausen schweren Luftangriffen ausgesetzt, da hier ein Luftabwehr-(Flak-)Stützpunkt eingerichtet worden war, der die Dortmunder Innenstadt vor alliierten Luftangriffen schützen sollte.
Durch seine vielen Felder und Feldwege ist Ellinghausen bei Radfahrern und Spaziergängern beliebt. Ein Teil des Emscher-Weges und der Dortmund-Ems-Kanal-Route führt durch Ellinghausen. Auch der Westfalen-Triathlon, der rund um den Fredenbaumpark ausgetragen wird, wird durch den Stadtteil geführt.

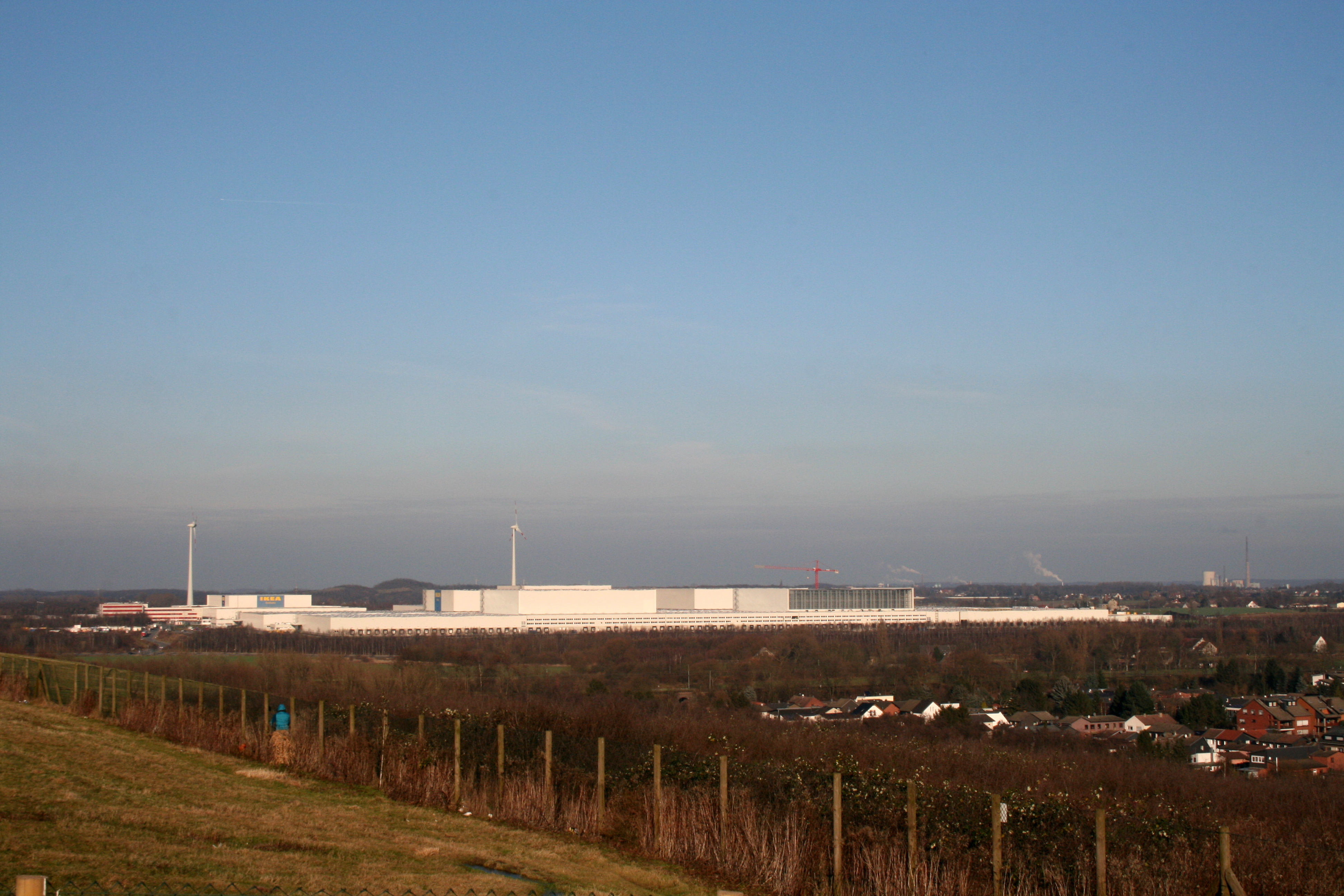
Das Ikea-Warenverteilzentrum auf der Halde Ellinghausen

Im Jahre 2003 eröffnete der multinationale Einrichtungskonzern Ikea ein 72.000 m³ großes Distributionslager auf einer ehemaligen Abraumhalde der Hoesch AG, in dem 250 neue Arbeitsplätze geschaffen wurden. Die Erweiterung zu einem europäischen Distributionszentrum wurde mittlerweile vollzogen. Heute haben 1300 Menschen ihren Arbeitsplatz im Güterverteilzentrum Ellinghausen. Davon arbeiten etwa 1000 Menschen direkt bei Ikea und weitere 300 sind bei von Ikea am Standort beauftragten Dienstleistern beschäftigt. Ein weiterer Ausbau des Güterverteilzentrums mit Gleisanschluss am Dortmund-Ems-Kanal ist vorgesehen.
Die im April 2005 in Betrieb gegangene, Ellwira genannte, Windenergieanlage mit dreimal 2 MW Leistung stellt heute eine von weitem sichtbare Landmarke in dem ansonsten eher landwirtschaftlich geprägten Gelände im Dortmunder Norden dar.
Eines der beiden Hochwasserrückhaltebecken der Emscher im Stadtbezirk befindet sich in Ellinghausen.
Technische Daten des Hochwasserrückhaltebeckens:
- Tiefe im Mittel 5–6 m durch Abgrabung
- Böschungsneigung 1 : 4
- HW-Jährlichkeiten 100-jährlich + kleinere
- Fläche Mengede 33 ha, Ellinghausen 30 ha
- Stauvolumen 1,1 Mio. m² 1,0 Mio. m

## Bevölkerungsentwicklung
| Jahr      | 2003 | 2008 | 2013 | 2018 |
| --------- | ---- | ---- | ---- | ---- |
| Einwohner | 190  | 179  | 188  | 182  |